# Ciprusfélék

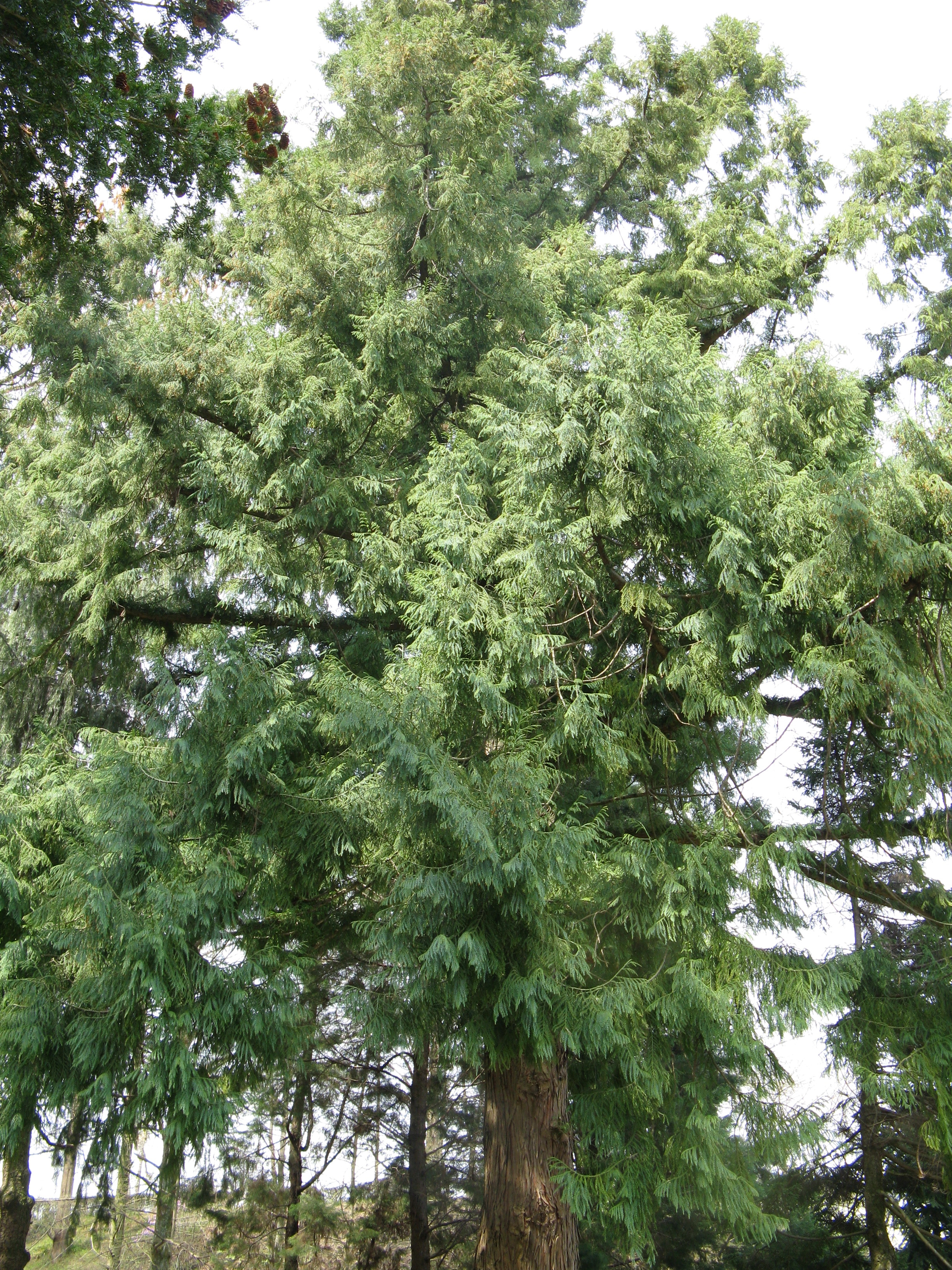
Taiwania cryptomerioides

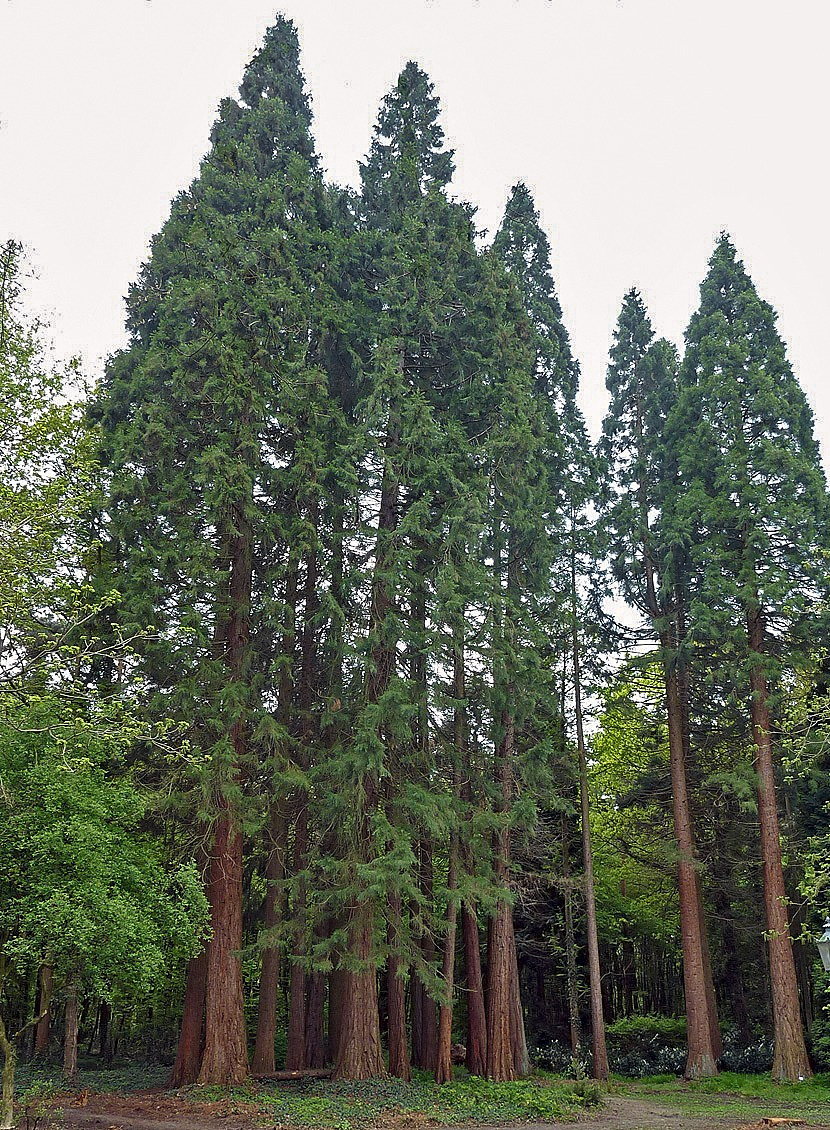
Sequoiadendron giganteum

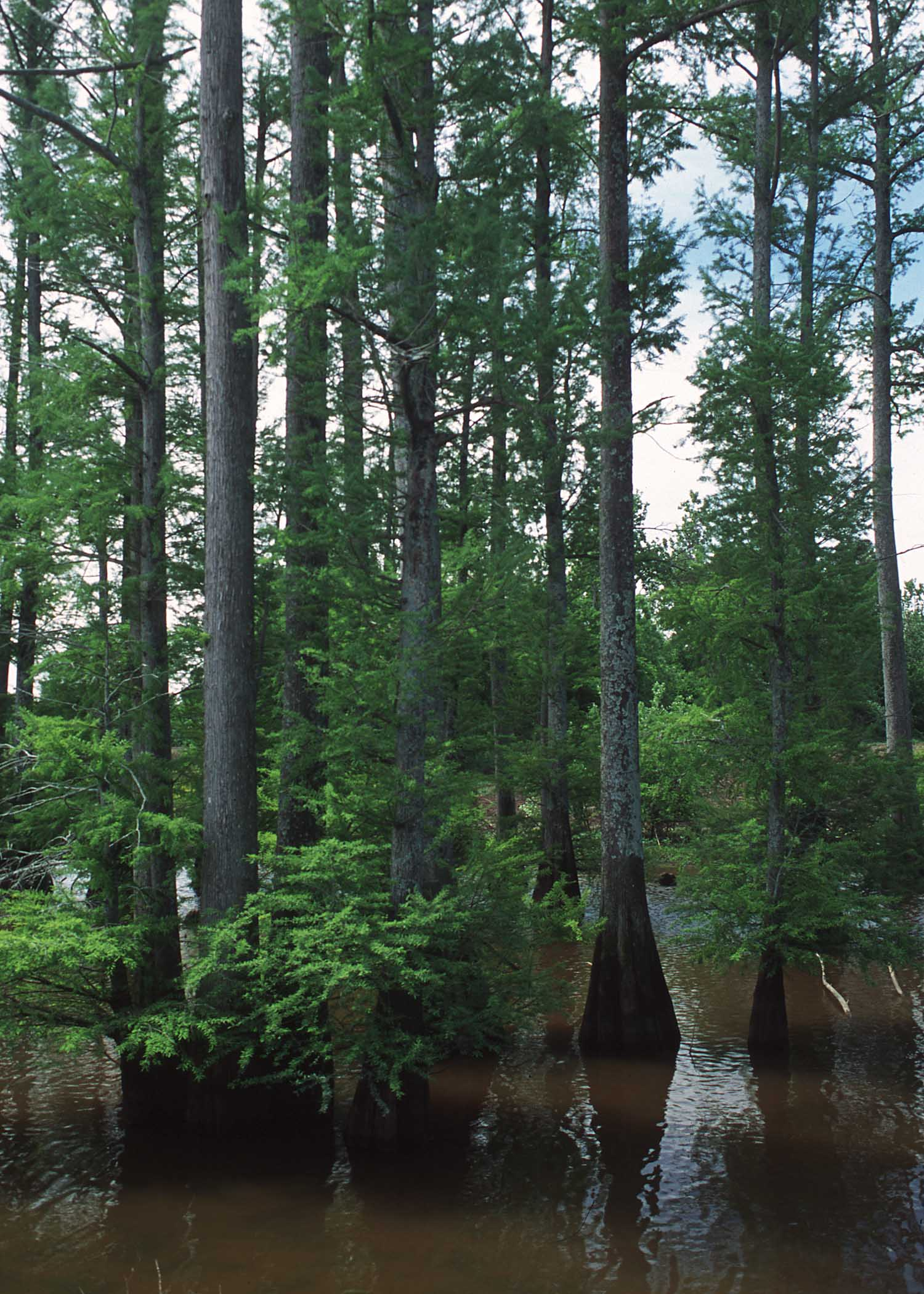
Taxodium distichum

A szűkebb értelemben vett ciprusfélék (Cupressaceae) a fenyőalakúak rendjének egyik családja 27–30 nemzetséggel (közülük 17 monotipikus) és 130–140 fajjal. „Testvércsaládjuk” a tiszafaféléké (Taxodiacae). A rendszertanászok e két családot (Cupressaceae s. str. és Taxodiaceae) elsősorban a leveleik különbözősége miatt különítették el (átellenes és pikkelyszerű vagy örvös és tű alakú a klasszikus ciprusféléké, néhány kivétellel váltakozó és tűszerű a tiszafaféléké). Az immunológiai és kladisztikai elemzések szerint a szűkebb értelemben vett ciprusfélék (Cupressaceae s. str.) fajai valóban monofiletikus kláddá állnak össze, a többiek azonban több ágon evolváltak. Így a hagyományos értelemben vett tiszafafélék családja parafiletikus, és önálló rendszertani kategóriaként nem tartható fenn. A két család egyesítésének eredménye a tágabb értelemben vett ciprusfélék (Cupressaceae sensu lato) kládja (családja).

## Származásuk, elterjedésük
Az északi földgömb melegebb vidékein, különösen Perzsia, Kelet-India, Mexikó és Kalifornia hegyvidékein honosak. Perzsiából az iráni nép tűzimádó kultuszával terjedtek nyugat felé, mert kemény, illatos és égetve is kellemes szagú fájukat örökkévalónak és elpusztíthatatlannak tartották.
A klád feltűnően dichotomizál két, nagyjából azonos méretű csoportra, és ez az elkülönülés nemcsak molekuláris kladisztikai, hanem biogeográfiai adatok alapján is egyértelmű. A „ciprusformák” (Cupressoideae) vonalán találjuk az északi félgömb, a „gyantáscédrusformák” (Callitroideae) között pedig a déli félgömb ciprusféléit. A kladisztikai elemzés voltaképpen „korrigál” egy korábbi, kivételként kezelt esetet is: a Spanyolországban és Észak-Afrikában élő, de korábban morfológiai alapon a déliek közé sorolt atlaszciprust (Tetraclinis articulata), az északi ciprusok ágára tette át.
A feltűnően sok, egymástól térben elszigetelt monotipikus nemzetség arra utal, hogy a fajok nagy része paleoendemikus, azaz a taxon visszaszorulóban van. Virágkorukat a krétában és a harmadkorban élték, így jelentős szerepet játszanak az oligocén időszak kőszéntelepeiben.

## Megjelenésük, felépítésük
Felálló vagy heverő fák vagy bokrok. A kifejlett fák kérge általában narancsszín-vörösbarna, vastag és szálas, gyakran függőleges irányban hámlik. Egyes fajoké azonban sima, kemény, négyzetesen törő.
Az idősebb példányonak jellemzően pikkelylevelei vannak, és ezek nemtől függően vagy spirális, egymással 90 fokos szöget bezáró párokban, vagy 3-4 tagú spirálokban helyezkednek el. Főleg a fiatalabb növényeken szórtan (többnyire átellenesen két sorba rendeződve) vagy ritkábban örvökben álló tűlevelek nőnek. A csíranövényeken először mindig tűlevél fejlődik, ami e levéltípus ősibb voltát jelzi (kertészeti retinospóra alakok). A szétmorzsolt levelek illata kellemes, a fajra jellemző.
Virágaik általában egyivarúak, tehát külön van porzós és termős viráguk. Örvösen vagy átellenesen (nem spirálisan!) álló porzóleveleik (a mikrosporofillumok) fonákán 2–10 pollenzsák van. A pollennek nincs légzsákja, nincsenek prothalliumsejtjei. A porzók barkaszerű csoportokat alkotnak.
Az elfásodó termőlevelek füzérszerű csoportja a toboz. Ennek meddő- és termőpikkelyei többé-kevésbé összenőttek, egyes fajoknál fásodnak (tobozterméssé alakulnak), másokon elhúsosodnak (ezek termései az úgynevezett tobozbogyók). A szűkebb értelemben vett ciprusfélék fő jellemzője a toboz termő- és meddőpikkelyeinek fokozott összenövése. Pikkelyenként 1–20, majdnem mindig egyenesen álló magkezdemény fejlődik a felső (adaxiális) oldalon. A mag két vagy három oldalszárnyat visel.

## Életmódjuk, termőhelyük
Többnyire egylakiak. A kétlaki fajok ritkák.
A szél porozza be őket. Tobozuk 2-3 év alatt érik be.
Az alapfajokat magvetéssel, a kertészeti változatokat oltással szaporítják.

## Felhasználásuk
A ciprus régóta híres építő- és haszonfa, amit már az ókorban sokrétűen használtak:
- hajóépítésre,
- emléktáblák, istenszobrok és bálványok faragására,
- az egyiptomiak múmiakoporsók készítésére.

A valódi ciprusfát a Dél-Európában honos európai ciprus (Cupressus sempervirens), az Észak-Amerikában (Oregonban és Kaliforniában) termő gömbciprus (Chamaecyparis sphaeroida) és a Dawson-ciprus (Chamaecyparis lawsoniana) szolgáltatja. A ciprusfát fehér cédrus (white cedar) és oregon-cédrus néven forgalomazzák; Amerikában és Japánban cédrusfának is nevezik. Az igen értékes, vörösbarna, gyantaszegény, kemény és nehéz, könnyen hasítható, kellemes illatú, szépen fényezhető, szilárd és tartós fából főleg ajtókat és ablakokat készítenek, hazájában vasúti talpfákat is.
A nem valódi ciprusfa az európai faipar szempontjából fontosabb, mint a valódi. Ezt a fekete vagy amerikai mocsárciprus (Taxodium distichum) törzséből nyerik, és az Amerikai Egyesült Államok déli és délkeleti vidékéről hozzák Európába. Szíjácsa keskeny, gesztje világossárgás vagy sárga-vöröses, finom, néha hullámos évgyűrűkkel. Rostjai egyenesek és durvák; fája sávos, gyantás, szagtalan, megfelelően lágy és könnyű, de igen rugalmas, teherbíró és minden körülmények között rendkívül tartós. Részben borítólemezekre vágják, részben úgy használják, mint a magyarországi erdei- és vörösfenyő fáját.
Több fajukat kerti dísznövénynek ültetik szerte a világon.

## Rendszerezésük
A családba az alábbi alcsaládokat és nemzetségeket sorolják:
Cunninghamhioideae (Zucc. ex Endl.) Quinn
- Cunninghamia R.Br.

Taiwanioideae L.C.Li
- Taiwania Hayata

Athrotaxidoideae L.C.Li
- Athrotaxis D.Don

Mamutfenyőformák (Sequoioideae) Saxton
- Sequoia Endl.
- Sequoiadendron J.Buchholz
- Metasequoia Hu & W.C.Cheng

Mocsárciprusformák (Taxodioideae) Endl. ex K.Koch
- Taxodium Rich.
- Glyptostrobus Endl.
- japánciprus (Cryptomeria) D.Don

Gyantáscédrusformák (Callitroideae)Saxton
- díszciprus (Callitris) Vent.
- Actinostrobus Miq.
- Neocallitropsis Florin
- Widdringtonia Endl.
- Diselma Hook.f.
- patagónciprus (Fitzroya) Hook.f. ex Lindl.
- Austrocedrus Florin & Boutelje
- délicédrus (Libocedrus) Endl.
- Pilgerodendron Florin
- Papuacedrus H.L.Li

Ciprusformák (Cupressoideae) Rich. ex Sweet
- tuja (Thuja) L.
- hibatuja Thujopsis Siebold & Zucc. ex Endl.
- hamisciprus (álciprus, Chamaecyparis, Xanthocyparis, Callitropsis) Spach
- Fokienia A.Henry & H.H.Thomas
- gyantásciprus (Calocedrus) Kurz
- Tetraclinis Mast.
- ciprusboróka (Microbiota) Kom., 1923 — egyetlen faja a mandzsu ciprusboróka (Microbiota decussata)
- keleti tuja (Platycladus) Spach
- Callitropsis Compton
- ciprus (Cupressus) L.
- boróka (Juniperus) L.

Külön nemzetséget (Cupressocyparis) hoztak létre a Leyland-ciprus (×Cupressocyparis leylandi) számára, ez ugyanis egy intergenerikus hibrid, azaz két különböző nemzetségbe tartozó faj, a Monterey-ciprus (Cupressus macrocarpa) és a nutka álciprus (Callitropsis nootkatensis, korábbi nevén: Chamaecyparis nootkatensis) természetes hibridje.